# Cmentarz żydowski w Suchaniu
Cmentarz żydowski w Suchaniu – kirkut powstał na początku XIX wieku. Mieścił się na zalesionym wzniesieniu we wschodniej części miasta, na uboczu dzisiejszej ul. Leśnej (dawniej Arnswalder Landstraße). Do kirkutu można było dojść ścieżką prowadzącą od głównej drogi. Obecnie na terenie cmentarza znajdują się resztki macew, wiele w stanie rozpadu.